# Період Пізано
Період Пізано {\displaystyle \pi (m)} — це довжина періоду послідовності Фібоначчі за модулем заданого цілого додатного числа m.

## Приклади
Послідовність Фібоначчі за модулем будь-якого цілого додатного числа m періодична, оскільки серед перших {\displaystyle m^{2}+1} пар чисел знайдуться дві рівні пари {\displaystyle (x_{i},x_{i+1})=(x_{j},x_{j+1})} для деяких {\displaystyle i\leq j}. Тому для всіх цілих k виконується {\displaystyle x_{i+k}=x_{j+k}}, тобто, послідовність періодична.
Наприклад, за модулем {\displaystyle 4} послідовність Фібоначчі виглядає як 
0, 1, 1, 2, 3, 1, 0, 1, 1, 2, 3, 1, 0, 1, 1 ...
і тому {\displaystyle \pi (4)=6}.
Послідовність періодів Пізано починається так (послідовність A001175 з Онлайн енциклопедії послідовностей цілих чисел, OEIS):
| {\displaystyle m}       | 1 | 2 | 3 | 4 | 5  | 6  | 7  | 8  | 9  | 10 | 11 | 12 | 13 | 14 | 15 | 16 |
| {\displaystyle \pi (m)} | 1 | 3 | 8 | 6 | 20 | 24 | 16 | 12 | 24 | 60 | 10 | 24 | 28 | 48 | 40 | 24 |

## Властивості
- Якщо a і b взаємно прості, то {\displaystyle \pi (ab)=\mathrm {HCK} \left(\pi (a),\pi (b)\right)}. Або якщо {\displaystyle m=p_{1}^{\alpha _{1}}\cdot p_{2}^{\alpha _{2}}\cdot \ldots \cdot p_{k}^{\alpha _{k}}}, то {\displaystyle \pi (m)=\mathrm {HCK} (\pi (p_{1}^{\alpha _{1}}),\pi (p_{2}^{\alpha _{2}}),\ldots ,\pi (p_{k}^{\alpha _{k}}))} (наслідок китайської теореми про остачі).

- {\displaystyle \pi (m)=\sigma (m)\cdot \sigma _{0}(m)}, де за {\displaystyle \sigma (m)\;} позначено кількість нулів у періоді, а за {\displaystyle \sigma _{0}(m)\;} позначений індекс першого нуля (не рахуючи {\displaystyle F_{0}}). Більш того, відомо, що {\displaystyle \sigma (m)\in \{1,2,4\}}.

- Для простого числа p і цілого числа k ≥ 1 виконується {\displaystyle \pi (p^{k})|p^{k-1}\cdot \pi (p)}. Більше того, для всіх точних степенів простих чисел від 1 до мільйона виконано рівність {\displaystyle \pi (p^{k})=p^{k-1}\cdot \pi (p)}. Але досі невідомо, чи на завжди виконано цю рівність, і чи існує таке p, що {\displaystyle \pi (p^{2})=\pi (p)}.

- Якщо {\displaystyle p} — просте число, то справедливі такі твердження:
  - при {\displaystyle p\equiv \pm 1{\pmod {5}}} число {\displaystyle \pi (p)} є дільником {\displaystyle p-1},
  - при {\displaystyle p\equiv \pm 2{\pmod {5}}} число {\displaystyle \pi (p)} є дільником {\displaystyle 2p+2}.

- Для всіх додатних цілих чисел m виконується нерівність {\displaystyle \pi (m)\leq 6m}, причому рівність в ній досягається тільки на числах виду{\displaystyle m=2\cdot 5^{k}}.